# Andreï Nartov
Pour les articles homonymes, voir Nartov.
Andreï Constantinovitch Nartov (Андрей Константинович Нартов), né le 28 mars (10 avril) 1693 à Moscou et mort le 16 (27) avril 1756 à Saint-Pétersbourg, est un savant et inventeur russe qui fut militaire du génie, sculpteur, membre de l'Académie des sciences de Saint-Pétersbourg (1723-1756), et l'un des rares Russes dans cette institution dominée par les Allemands et d'autres étrangers. Il fut l'inventeur d'un tour avec un support mécanique et des roues dentées.